# Bill Drayton
William « Bill » Drayton (né à New York, aux États-Unis) est un entrepreneur social. Il a popularisé l'expression « entrepreneur social[réf. nécessaire] », un concept apparu en 1972.
Drayton est le fondateur et actuel président d'Ashoka, une ONG vouée à la recherche et à l'encouragement des entrepreneurs sociaux dans le monde entier. Drayton préside également deux autres ONG, Youth Venture et Get America Working!.
Il a reçu le prix Princesse des Asturies en 2011.